# Incident de la colline 192
L'incident de la colline 192 fait référence à l'enlèvement, au viol collectif et au meurtre de Phan Thi Mao, une jeune femme vietnamienne le 19 novembre 1966 par un groupe de soldats américains pendant la guerre du Viêt Nam.
Bien que la nouvelle de l'incident soit parvenue aux États-Unis peu après le procès des soldats, l'histoire a acquis une grande notoriété grâce à l'article de Daniel Lang paru en 1969 dans le New Yorker et à son livre qui a suivi.
Les films O.K. (1970) de Michael Verhoeven, Les Visiteurs (1972) d'Elia Kazan ou encore de Outrages (1989) de Brian De Palma sont basés sur l'incident.